# Bernard M. Rosenthal
Bernard M. Rosenthal (geboren als Berhard Michael Rosenthal 5. Mai 1920 in München; gestorben 14. Januar 2017 in Oakland) war ein deutschamerikanischer Buchhändler und Antiquar.

Exlibris Bernard M. Rosenthal

## Leben
Die Familie Rosenthal war ursprünglich in Fellheim ansässig. Sein Großvater war der Münchener Antiquar Jacques Rosenthal (1889–1981), sein Vater war Erwin Rosenthal (1889–1981). Seine Mutter Margherita Olschki (1892–1979) stammte aus einer Buchhändler- und Verlegerfamilie in Florenz. Sein Großvater mütterlicherseits war Leo S. Olschki. Er war das jüngste von fünf Kindern, ein Bruder war der Musikantiquar Albi Rosenthal. Er besuchte die Volksschule und das Gymnasium in München bis 1933, danach bis 1938 das Gymnasium in Florenz. Als auch in Italien 1938 antijüdische Rassegesetze erlassen wurden, ging er mit der Familie nach Paris, wo er 1939 am italienischen Liceo das Abitur bestand. Im Juli 1939 wanderte er mit seiner Mutter in die Vereinigten Staaten aus, wo er zunächst an der University of California, Berkeley Chemie studierte. Von 1943 bis 1946 war er Soldat der US Army, nahm teil an der Rückeroberung Frankreichs, war anschließend in Deutschland als Dolmetscher beim Alliierten Kontrollrat stationiert, und regelte als Bevollmächtigter seines Vaters die Rückerstattungsangelegenheiten seiner Familie. Seine buchhändlerische Ausbildung begann er in Zürich in einer Dependenz der Firma seines Vaters „l'Art Ancien“. In den USA arbeitete er zunächst als Cataloguer bei Parke Berner Galleries, einer Firma, die später von Sotheby’s übernommen wurde. Die Gründung des eigenen Antiquariats erfolgte 1953, 1970 siedelte das Antiquariat von New York nach San Francisco über, 1988 von dort nach Berkeley.
Rosenthals Spezialgebiete als Antiquar waren mittelalterliche Texthandschriften, Inkunabeln, Alte Drucke und Paläographie. Er war von 1968 bis 1970 Präsident der Antiquarian Booksellers Association of America.

## Schriften (Auswahl)
- A Selection of medieval text manuscripts from the 9th to the 16th century. Also: Books about manuscripts & paleography, catalogues of manuscript collections, facsimile & critical editions, bibliography. Verkaufskatalog. Rosenthal, New York 1954.
- The Gentle Invasion. Continental Emigré Booksellersof the Thirties and Forties and their Impact on the Antiquarian Booktrade in the United States. Book Art Press, New York 1987.
- A Dictionary of Abbreviations commonly used by German and Italian Antiquarian Booksellers and Auctioneers. ILAB, Hilversum 1993.
- Autobiography and Autobibliography. Jackson, Berkeley 2010.